# Capri-Napoli (2017)
La 52ª edizione della Capri-Napoli si è svolta il 3 settembre 2017, con partenza e arrivo davanti al Circolo Nautico Posillipo (in un circuito di 16 km), organizzato in questa maniera per via delle avverse condizioni meteo marine. Hanno partecipato alla gara 29 nuotatori (17 uomini e 12 donne).

## Classifica finale[1]
| Classifica | Atleta               | Nazione   | Tempo        | Classifica per sesso |
| 1          | Matteo Furlan        | Italia    | 3h 53’ 37”   | 1° uomini            |
| 2          | Andrea Bianchi       | Italia    | 3h 53’ 43”   | 2° uomini            |
| 3          | Guillermo Bertola    | Argentina | 3h 54’ 02”   | 3° uomini            |
| 4          | Evgenij Pop Acev     | Macedonia | 3h 54’ 03”.4 | 4° uomini            |
| 5          | Alexander Studzinski | Germania  | 3h 54’ 03”.5 | 5° uomini            |
| 6          | Ana Marcela Cunha    | Brasile   | 3h 58’ 03”   | 1ª donne             |
| 7          | Xavi Desharnais      | Canada    | 3h 58’ 47″   | 6° uomini            |
| 8          | Damian Blaum         | Argentina | 3h 58’ 48”.3 | 7° uomini            |
| 9          | Edoardo Stochino     | Italia    | 3h 58' 48”.5 | 8° uomini            |
| 10         | Matheus Evangelista  | Brasile   | 3h 59’ 06”   | 9° uomini            |
| 11         | Edouard Lehoux       | Francia   | 4h 03’ 23”   | 10° uomini           |
| 12         | Bertrand Venturi     | Francia   | 4h 03’ 54”   | 11° uomini           |
| 13         | Alice Franco         | Italia    | 4h 09’ 16”   | 2ª donne             |
| 14         | Ilaria Raimondi      | Italia    | 4h 13’ 31”   | 3ª donne             |
| 15         | Alexandar Ilievski   | Macedonia | 4h 17’ 21”   | 12 uomini            |
| 16         | Barbara Pozzobon     | Italia    | 4h 17’ 47”   | 4ª donne             |
| 17         | Anna Mankevich       | Russia    | 4h 25′ 41″   | 5ª donne             |
| 18         | Matias Diaz          | Argentina | 4h 25′ 29″   | 13° uomini           |
| 19         | Martina Grimaldi     | Italia    | NT           | 6ª donne             |
| 20         | Pilar Geijo          | Argentina | NT           | 7ª donne             |
| 21         | Catarina Ganzeli     | Brasile   | NT           | 8ª donne             |
| 22         | Aquiles Balaudo      | Argentina | NT           | 14° uomini           |
| 23         | Nicolas Segurado     | Argentina | NT           | 15° uomini           |
| 24         | Fernando Ciaramella  | Argentina | NT           | 16° uomini           |
| 25         | Sabryna Lavoie       | Canada    | NT           | 9ª donne             |
| 26         | Romina Imwnkelried   | Argentina | NT           | 10ª donne            |

### Ritirati
| Atleta               | Sesso | Nazionalità |
| -------------------- | ----- | ----------- |
| Gabriele Maria Mento | Uomo  | Italia      |
| Vanesa Garcia        | Donna | Argentina   |
| Sarah Bosslet        | Donna | Germania    |